# Avinguda Carrilet (métro de Barcelone)
Avinguda Carrilet est une station de la ligne 1 du métro de Barcelone. Elle est située sous l'intersection de la rambla de la Marina avec l'avenue Carrilet, à L'Hospitalet de Llobregat.

## Situation sur le réseau

Plan du métro de Barcelone (2019).

Établie en souterrain, la station est établie entre Bellvitge, en direction de Hospital de Bellvitge, et Rambla Just Oliveras, en direction de Fondo.
La ligne 1 et la station sont situées au-dessus et perpendiculaires à la ligne 8 et sa station L'Hospitalet - Av. Carrilet. Les deux stations sont reliées par des cheminements piétons souterrains.

## Histoire
La station est mise en service le 24 avril 1987, lors de l'ouverture à l'exploitation du prolongement de Torassa à Avinguda Carrillet. Elle est le terminus de la ligne jusqu'à la mise en service de la section du prolongement suivant vers Feixa Llarga le 19 octobre 1989.

## Services aux voyageurs

### Desserte
Avinguda Carrilet est desservie par les circulations de la ligne 1 du métro de Barcelone.